# Katherine Pulaski
Katherine Pulaski est un personnage de Star Trek, médecin-chef de l'USS Enterprise (NCC-1701-D) en 2365. 

## Carrière

### Ses premières années de carrière
En 2353, le Docteur Pulaski fait la connaissance de Kyle Riker, seul rescapé d'une attaque de Tholiens sur une base de la Fédération. Leur relation intime n'aboutira pas au mariage, Pulaski se rendant compte que son amant avait d'autres priorités. Par la suite, elle se marie et divorce trois fois, tout en gardant avec ses trois ex-maris de même qu'avec Kyle des relations amicales (Icare - The Icarus Factor).
Avant son affectation sur l'Enterprise, Katherine Pulaski était médecin-chef sur l'USS Repulse, sous le commandement du Capitaine Taggert (L'enfant - The Child). Celui-ci était d'ailleurs prêt à offrir à son officier médical une navette personnelle pour qu'elle reste à bord de son vaisseau malgré son aversion pour les téléporteurs (Sélection contre nature - Unnatural Selection).
Elle a écrit une thèse sur les "Modèles linéaires de propagation virale" (Sélection contre nature - Unnatural Selection).

### À bord de l'U.S.S. Enterprise-D
Katherine Pulaski est affectée sur l'USS Enterprise (NCC-1701-D) en 2365, comme Médecin-Chef, en remplacement de Beverly Crusher, affectée au siège médical de Starfleet (voir L'Enfant - The Child). Contrairement à Crusher, Pulaski n'est cependant pas officier de pont (voir L'Emprise du silence - Where Silence has Lease).
La première rencontre avec Jean-Luc Picard est assez froide, le capitaine trouvant étonnant qu'à son arrivée, elle se dirige vers le bar l'Abordage, plutôt que de se présenter à son supérieur (voir L'enfant - The Child). Leurs relations s'améliorent cependant lorsque Kate Pulaski est amenée à procéder à une délicate opération cardiaque sur Picard au sein de la Base 515 (voir Le Piège des samaritains - Samaritan Snare) ou lorsque Picard apprend que Pulaski a demandé son affectation sur l'Enterprise par admiration pour son capitaine (voir Sélection contre nature - Unnatural Selection).
Lorsque Katherine Pulaski se joint à Data et Geordi La Forge dans une simulation du holodeck consacrée à Sherlock Holmes, elle est retenue contre son gré par le Professeur James Moriarty (voir Élémentaire, mon cher Data - Elementary, Dear Data). Elle ne considère Data que comme une simple machine, étonnée que Deanna Troi lui demande d'être présent à son accouchement (voir L'enfant - The Child. Plus tard dans l'année, elle revient cependant sur ses préjugés durant la crise de la station Darwin (Sélection contre nature - Unnatural Selection).
Sa passion pour la recherche médicale trouve sa meilleure illustration lorsque Pulaski se retrouve au cœur d'une enquête sur la disparition de l'USS Lantree qui amène l'Enterprise sur la Station de Recherche Génétique Darwin, sur Gagarin IV, dont les scientifiques, dirigés par le Docteur Sara Kingsley, sont atteints d'un vieillissement prématuré causé par une mutation des anticorps des enfants. Atteinte elle aussi de cette maladie, elle ne doit son salut qu'à l'utilisation du téléporteur, dont elle est pourtant particulièrement craintive, pour reconstituer son ADN antérieur à partir d'un de ses cheveux retrouvé dans ses quartiers (Sélection contre nature - Unnatural Selection).
En visite au sein de la colonie de Mariposa, en 2365, Katherine Pulaski est brièvement enlevée avec William Riker, dans la perspective d'un clonage mais les deux officiers détruiront rapidement les deux clones (voir Nouvel Échelon - Up the Long Ladder).
Pulaski quitte l'Enterprise-D en 2366, préalablement au retour du Dr Beverly Crusher (voir Évolution).

## Intérêts personnels
Katherine Pulaski possède une certaine fascination pour la culture Klingon, même si elle n'est pas toujours amatrice de la cuisine klingonne (Question d'honneur - A Matter of Honor) ou si elle trouve le Second Rite d'Ascension plutôt barbare (Icare - The Icarus Factor).
Joueuse de poker accomplie, elle s'est jointe plusieurs fois aux parties organisées par l'équipage de l'Enterprise (Être ou ne pas être - The Measure of a Man). On peut la voir bluffer, perdant face à Wolf qui montre un full. Elle annonce un brelan, alors qu'elle avait une suite en main (ne pas montrer un jeu perdant, et l'annoncer plus faible qu'il ne l'est, permet de limiter les informations données aux autres joueurs pour la suite de la partie) .

## Anecdotes
- Dans Star Trek: The Original Series, Diana Muldaur avait précédemment interprété le rôle du Dr. Ann Mulhall dans Retour sur soi-même (Return to Tomorrow) et du Dr. Miranda Jones dans Veritas (Is There in Truth No Beauty).
- Membre à part entière de l'équipage de l'Enterprise-D pendant la deuxième saison, Pulaski est apparue pour la première fois dans le premier épisode de la deuxième saison de Star Trek : La Nouvelle Génération : L'Enfant (The Child). Sa dernière apparition fut dans Au seuil de la mort (Shades of Gray), et malgré une brève mention dans Observateurs observés - (Who Watches the Watchers?), on n'en a plus jamais entendu parler.

- Dans le dernier épisode de Star Trek : Voyager, La Fin du jeu, deuxième partie (Endgame), on entend cependant résonner "Docteur Pulaski" dans les haut-parleurs de l'Académie Médicale de Starfleet.